# Full Frequency
Full Frequency è il sesto album discografico in studio del cantante giamaicano Sean Paul, pubblicato nel febbraio 2014.

## Tracce
1. Riot (feat. Damian Marley)
2. Entertainment 2.0 (feat. Juicy J, 2 Chainz & Nicki Minaj)
3. Pornstar (feat. Nyla [Brick & Lace])
4. Want Dem All (feat. Konshens)
5. Hey Baby
6. Wickedest Style (feat. Iggy Azalea)
7. Dangerous Ground (feat. Prince Royce)
8. It’s Your Life
9. Take It Low
10. Anyday
11. Lights On
12. Legacy
13. Other Side of Love
14. Turn It Up

## Classifiche
| Classifica        | Posizione |
| ----------------- | --------- |
| Austria           | 36        |
| Belgio (Fiandre)  | 127       |
| Belgio (Vallonia) | 72        |
| Francia           | 63        |
| Germania          | 22        |
| Svizzera          | 7         |